# Burgstall Haidstein
Der Burgstall Haidstein ist eine abgegangene Gipfelburg in der Gemeinde Chamerau im Oberpfälzer Landkreis Cham in Bayern. Er befindet sich auf dem 750,2 m ü. NHN hohen Gipfel des Haidstein im Bereich der Wallfahrtskirche Sankt Ulrich. Die Anlage wird als Bodendenkmal unter der Aktennummer D-3-6742-0066 mit der Beschreibung „Mittelalterlicher Burgstall ‚Haidstein‘, archäologische Befunde des Mittelalters und der frühen Neuzeit im Bereich der Kath. Neben- und Wallfahrtskirche St. Ulrich“ geführt.

## Geschichte

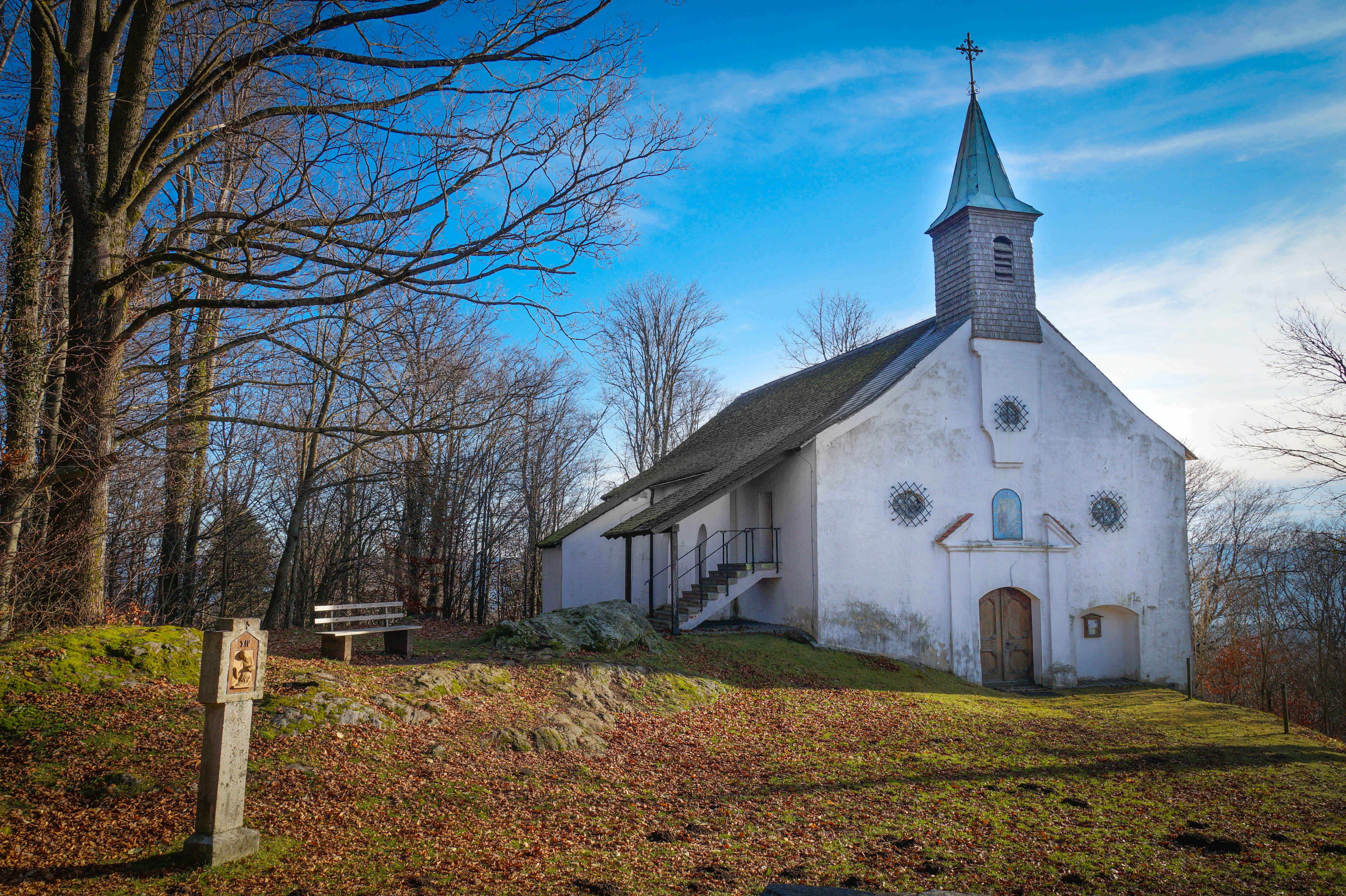
Die Wallfahrtskirche wurde zu Ehren der Mutter Gottes vom Berge Karmel und des Hl. Bischofs Ulrich zu Augsburg eingeweiht und steht in unmittelbarer Nähe zum Gipfel

Vermutlich wurde die um 1200 erwähnte Burg auf dem Haidstein im 12. Jahrhundert von einem Hatto von Haitstein erbaut, der zum Geschlecht der Runtinger (Roumptinger) mit Sitz auf Burg Runding gehörte. Die Runtinger waren einfache Dienstmannen der Markgrafen von Cham-Vohburg. Die Chamerauer, die ihren Stammsitz auf der Burg Chamerau hatten, verlegten schon früh ihren Sitz auf den nahen strategisch günstigeren Haidstein und ließen Chamerau durch Pfleger verwalten. Die Burg bestand aus der Hauptburg mit Bergfried und Wohnbau und einer ab 1366 belegten Kapelle, der Inneren Vorburg mit Zisterne und der geräumigen Äußeren Vorburg. Die Ringmauer der Inneren Vorburg wurde später durch zwei Rund-/Halbrundtürme ergänzt.
1467 bis 1468 soll die Burg von Herzog Albrecht IX. zerstört worden sein. Dagegen spricht, dass ein Ulrich VI. noch bis 1486 auf der Burg nachweisbar war. Auf jeden Fall wurde die Burg aber rasch aufgegeben und war Mitte des 16. Jahrhunderts eine Ruine. Die Kapelle wurde 1656/57 wiederhergestellt und 1718/19 erweitert. Sie besitzt einen seltenen romanischen Kruzifix sowie spätgotischen und barocken Figuren.
Im 19. Jahrhundert waren noch umfangreiche Reste des Bergfrieds und des Tores der Äußeren Vorburg zu sehen. Heute ist von der Burganlage selbst nichts mehr erhalten, Spuren der ehemaligen Anlage sind noch im Boden zu erkennen. Die Burgstelle ist heute ein Bodendenkmal.
Der Haidstein gilt als Ausgangspunkt mehrerer stammesverwandter Familien, darunter die Familie von Sparneck, die sich als Ministeriale im heutigen oberfränkischen und südthüringischen Raum niedergelassen haben.